# Бадаев, Мамед Бадаевич
Мамед Бадаевич Бадаев — советский хозяйственный и политический деятель.

## Биография
Родился в 1924 году в селе Гарадамак. Член КПСС.
Окончил Туркменский государственный университет.
Участник Великой Отечественной войны, командир роты 955-го стрелкового полка 309-й дивизии
В 1946—1963 гг. — журналист и партийный работник в изданиях «Мыдам тайяр», «Яш коммунист», «Совет Түркменистаны».
В 1963—1975 гг. — главный редактор газеты «Совет Түркменистаны».
В 1975—1979 гг. — председатель Государственного комитета Туркменской ССР по печати.
В 1979—1990 гг. — заместитель председателя, председатель Туркменского комитета защиты мира.
Избирался депутатом Верховного Совета Туркменской ССР 6-9-го созывов.
Умер в 1995 году в Ашхабаде.

## Награды
- Орден Красного Знамени
- Орден Отечественной войны I степени
- Орден Трудового Красного Знамени
- Орден Красной Звезды (дважды)
- Орден Знак Почёта